# 63 Cygni
63 Cygni (f² Cygni) é uma estrela dupla na direção da Cygnus. Possui uma ascensão reta de 21h 06m 36.09s e uma declinação de +47° 38′ 54.3″. Sua magnitude aparente é igual a 4.56. Considerando sua distância de 982 anos-luz em relação à Terra, sua magnitude absoluta é igual a −2.83. Pertence à classe espectral K4II.